# Roger Closset
Roger Closset (11 de febrero de 1933-29 de octubre de 2020) fue un deportista francés que compitió en esgrima, especialista en la modalidad de florete.
Participó en dos Juegos Olímpicos de Verano en 1956 y 1960, obteniendo una medalla de plata en Melbourne 1956 en la prueba por equipos. Ganó tres medallas en el Campeonato Mundial de Esgrima entre 1954 y 1958.

## Palmarés internacional
| Juegos Olímpicos   | Juegos Olímpicos            | Juegos Olímpicos | Juegos Olímpicos    |
| Año                | Lugar                       | Medalla          | Prueba              |
| ------------------ | --------------------------- | ---------------- | ------------------- |
| 1956               | Melbourne (Australia)       | Medalla de plata | Florete por equipos |
| Campeonato Mundial |                             |                  |                     |
| Año                | Lugar                       | Medalla          | Prueba              |
| 1954               | Luxemburgo (Luxemburgo)     | Medalla de plata | Florete por equipos |
| 1957               | París (Francia)             | Medalla de plata | Florete por equipos |
| 1958               | Filadelfia (Estados Unidos) | Medalla de oro   | Florete por equipos |